# Rocca aldobrandesca (Saturnia)
La rocca aldobrandesca è un castello di Saturnia situata lungo le mura, a nord-ovest di Porta Romana.

## Storia
La rocca fu costruita dagli Aldobrandeschi in epoca medievale, quasi certamente tra la fine del XII secolo e gli inizi del Duecento, su preesistenti strutture difensive. Proprio in quel periodo storico, iniziava il dominio della potente famiglia sulla località di Saturnia, che fu inglobata nella contea di Sovana nell'atto di spartizione dei domini aldobrandeschi del 1274.
La fortificazione fu gravemente danneggiata agli inizi del Quattrocento, tanto da richiedere ai Senesi la necessità di effettuare lavori di ristrutturazione e riqualificazione, che diedero al complesso un'impronta in stile rinascimentale.
Nei secoli successivi, il complesso si è mantenuto pressoché inalterato, fatta eccezione per l'edificazione del castello in stile neomedievale durante il secolo scorso.

## Descrizione
La rocca è un'imponente struttura fortificata in pietra. Le cortine murarie presentano tratti con basamento a scarpa, una serie di feritoie a diversa altezza e un coronamento sommitale culminante con la caratteristica merlatura, gran parte della quale risulta inalterata dal periodo medievale. I due torrioni angolari, a base circolare, furono aggiunti dai Senesi durante il Quattrocento, nel corso dei lavori di ristrutturazione della fortificazione aldobrandesca. All'interno dell'area delimitata dalle mura della rocca, si trova il Castello Ciacci, edificato dall'omonima famiglia durante il Ventennio fascista in stile neomedievale con torre merlata che richiama l'originario stile medievale del rimanente complesso.

## Galleria d'immagini

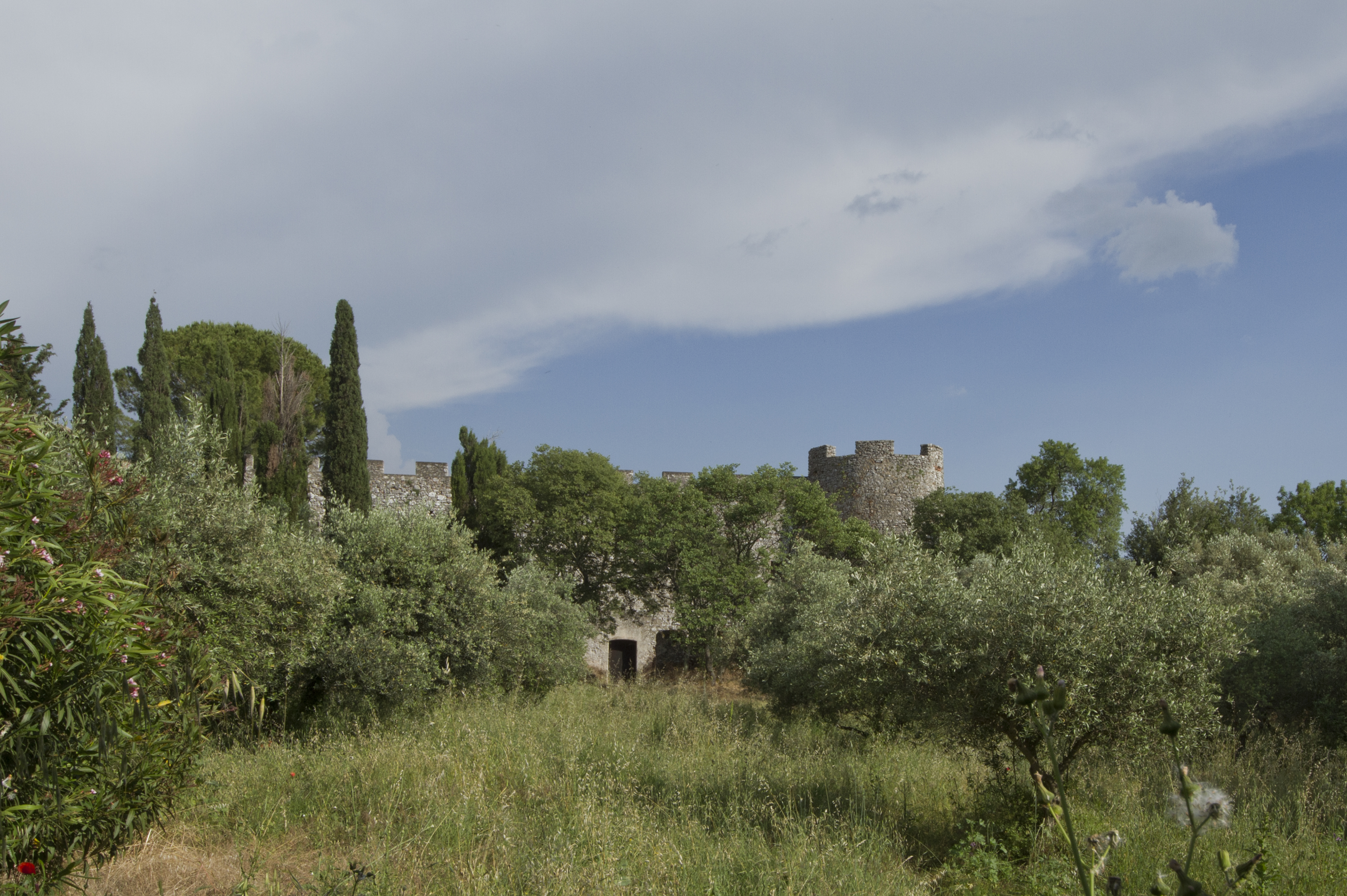
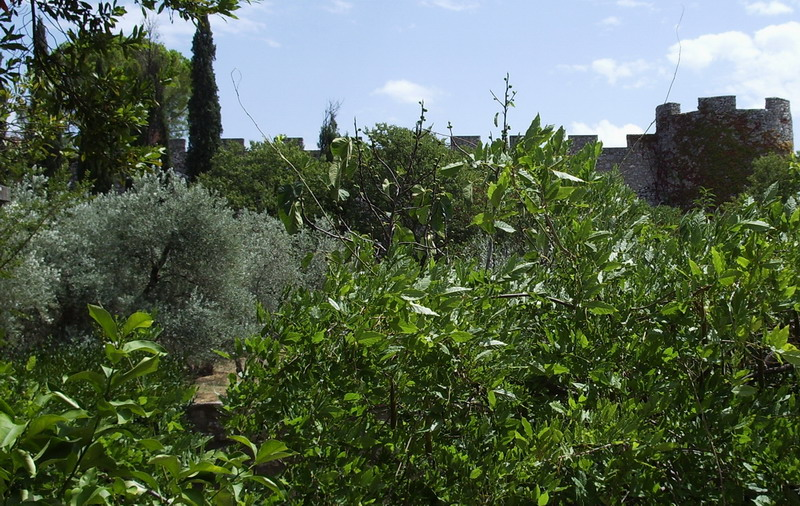
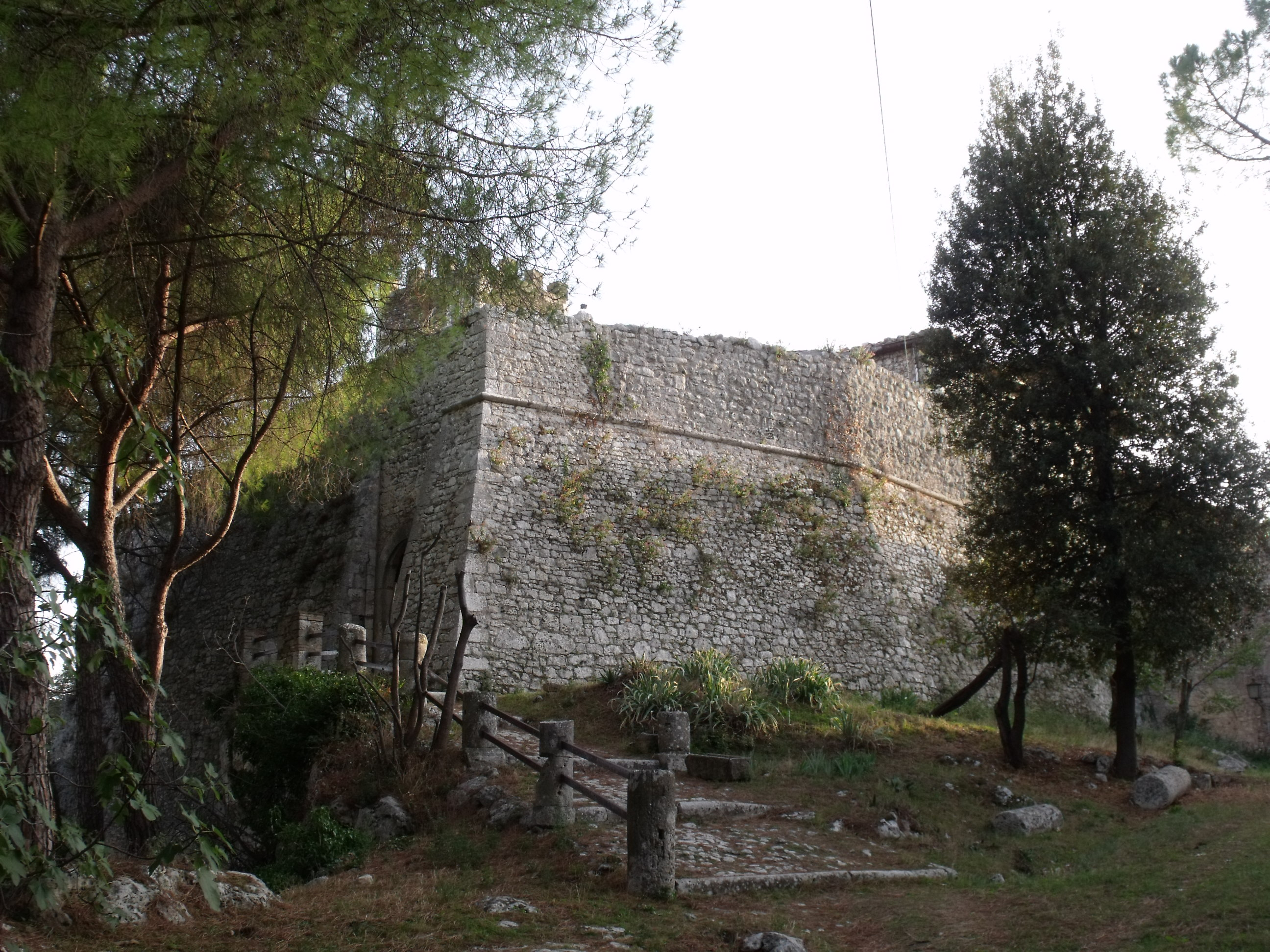